# قلعة وليانة (مقاطعة ديواندرة)
قلعة وليانة (بالفارسية: قلعه ولیانه) هي قرية تقع في قسم سارال الريفي (مقاطعة ديواندرة) في إيران. يقدر عدد سكانها بـ 203 نسمة بحسب إحصاء 2016.